# Cleona
Cleona est un borough situé au centre du comté de Lebanon, en Pennsylvanie, aux États-Unis,. En 2010, il comptait une population de 2 080 habitants, estimée au 1er juillet 2020 à 1 140 habitants. Le borough est incorporé le 15 février 1929.

## Démographie
Lors du recensement de 2010, le borough comptait une population de 2 080 habitants. Elle est estimée, en 2020, à 2 103 habitants.

### Source de la traduction
- (en) Cet article est partiellement ou en totalité issu de l’article de Wikipédia en anglais intitulé « Cleona, Pennsylvania » (voir la liste des auteurs).